# Granducato d'Assia
Il Granducato d'Assia e del Reno fu uno stato compreso nei territori della Confederazione Germanica.
L'Assia-Darmstadt o Assia Granducale (comprendente i territori dell'Assia, escluso l'Assia-Kassel da cui si separò nel XVI secolo) divenne un langraviato nel 1567 per poi ottenere il rango di granducato nel 1806. Sebbene i suoi sovrani fossero tradizionalmente fedeli agli Asburgo, furono costretti ad aderire alla Confederazione Tedesca del Nord nel 1866 e all'Impero tedesco nel 1871. Dal 1918 al 1945 fece parte della repubblica tedesca con il nome di Stato popolare d'Assia.

## Territorio
Il Granducato d'Assia si situava a sud e nel centro dell'attuale stato dell'Assia. Oltre alle grandi pianure del Reno e di Wetterau, esso comprendeva anche la catena montuosa del Vogelsberg e l'Odenwald. Esso confinava a ovest con il Palatinato, a sud con il Baden, con un'exclave a sud con il Württemberg, a nord-ovest con il distretto di Wetzlar, un'exclave della provincia prussiana del Reno, con l'Assia-Homburg e con il Ducato di Nassau.

## Storia

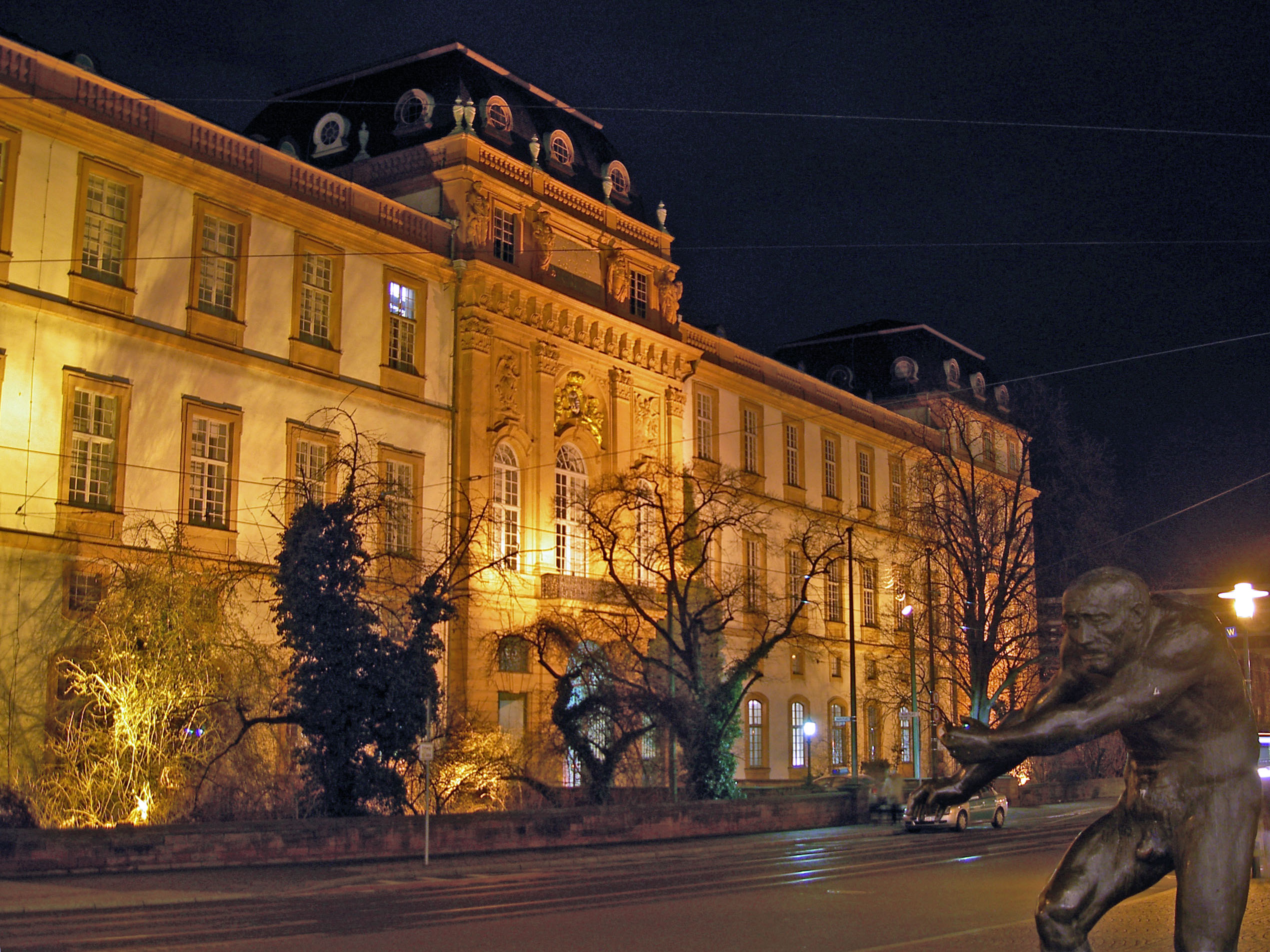
Il Palazzo dei Granduchi d'Assia a Darmstadt

A causa dell'alleanza dell'Assia-Darmstadt con la Confederazione del Reno voluta da Napoleone, lo stato venne costretto a cedere molti dei suoi territori dal Congresso di Vienna. Il territorio del Ducato di Vestfalia, che l'Assia-Darmstadt aveva ricevuto nel 1803 dal Reichsdeputationshauptschluss, venne ceduto al Regno di Prussia. Comunque, l'Assia-Darmstadt ricevette in seguito da Napoleone e soprattutto poi dal congresso di Vienna numerosi territori nella Renania occidentale, Alzey, Worms, Bingen e l'importante fortezza federale di Magonza.
Il granducato cambiò il suo nome in Granducato d'Assia e del Reno nel 1816 ed amministrativamente fu suddiviso in tre province (Assia Superiore, Assia-Starkenburg, Assia renana).
Durante la guerra del 1866 si schierò con l'Austria contro la Prussia, ma mantenne la propria indipendenza anche nella sconfitta, dal momento che gran parte della regione era posta oltre il fiume Meno e la Prussia non voleva espandersi oltre questa linea per non provocare la Francia. Il territorio dell'Assia-Darmstadt a nord del fiume Meno (la regione attorno alla città di Gießen, comunemente chiamata Alta Assia, Oberhessen), venne però incorporato nella Confederazione della Germania del Nord, una confederazione di stati tedeschi fondata dalla Prussia nel 1867.
Nel 1871 la parte restante del granducato entrò a far parte dell'Impero Tedesco. Sino al 1907 il granducato d'Assia usò solo lo stemma tipico dell'Assia, un leone striato di rosso e di bianco. L'ultimo granduca, Ernesto Luigi (nipote della regina Vittoria d'Inghilterra) e fratello di Alessandra d'Assia, zarina di Russia), venne forzato ada abdicare dal proprio trono alla fine della prima guerra mondiale e lo stato prese il nome di Volksstaat Hessen (Stato popolare d'Assia).

## Suddivisione amministrativa del Granducato

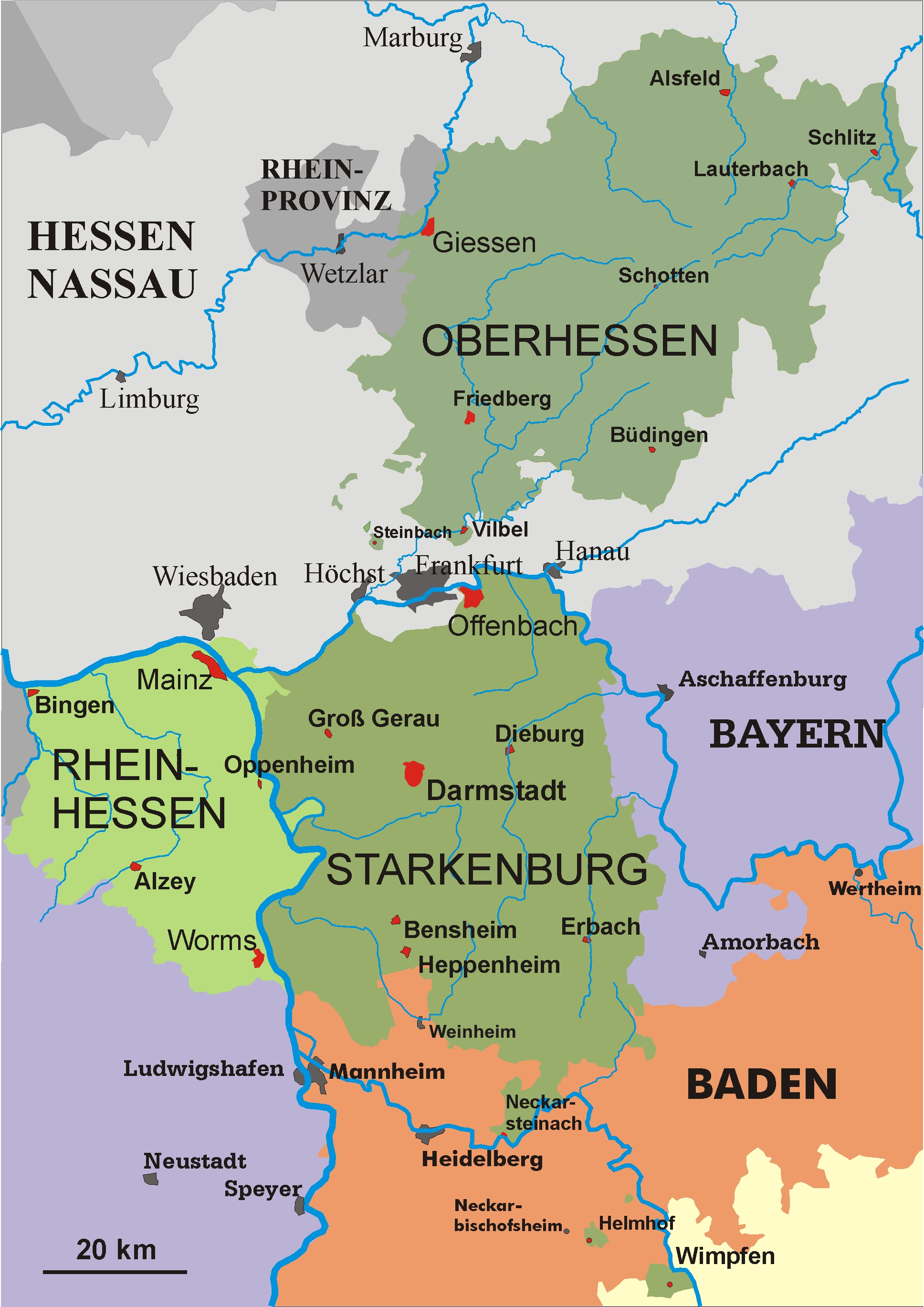
Le tre province del Granducato d'Assia: Alta Assia, Starkenburg ed Assia Renana

Il Granducato d'Assia era suddiviso internamente in tre province:
- Starkenburg (capitale: Darmstadt), sulla riva destra del Reno, a sud del fiume Meno
- Assia Renana o Rhein-Hessen (capitale: Magonza), sulla riva sinistra del Reno, territorio ottenuto grazie al Congresso di Vienna
- Alta Assia o Oberhessen (capitale: Giessen), a nord del Meno, separata da Starkenburg dal territorio indipendente della città di Francoforte.

## Trasporti
A causa della natura disgiunta dello stato, era difficile che il Granducato d'Assia potesse avere un complesso sistema di trasporti pubblici, come ad esempio lo sviluppo delle ferrovie, in maniera autonoma, ma dovette per forza di cose ricorrere a lavori in collaborazione con gli stati vicini:
Le ferrovie furono:
- La linea Main-Neckar con Francoforte e Baden
- La linea Main-Weser con Francoforte e Kurhessen
- La linea Francoforte-Offenbach con Francoforte e Offenbach

Inoltre lo stato incoraggiò numerosi altri progetti condotti dall'azienda privata Hessische Ludwigsbahn di proprietà del granduca. Infine, nel 1876, il Granducato d'Assia fondò una propria compagnia ferroviaria, la Großherzoglich Hessischen Staatseisenbahnen, che continuò l'opera di espansione delle linee ferroviarie del paese sino al 1897, quando venne assorbita nella Preußische Staatseisenbahnen.

## Granduchi d'Assia (1806-1918)
| Immagine | Nome          | Regno     | Note                                                                                               |
| -------- | ------------- | --------- | -------------------------------------------------------------------------------------------------- |
|          | Luigi I       | 1806-1830 | Già langravio d'Assia-Darmstadt, elevato a granduca secondo le convenzioni con Napoleone Bonaparte |
|          | Luigi II      | 1830-1848 | Figlio del precedente. Abdicò con la rivoluzione del 1848.                                         |
|          | Luigi III     | 1848-1877 | Figlio del precedente.                                                                             |
|          | Luigi IV      | 1877-1892 | Figlio di Carlo d'Assia, figlio a sua volta di Luigi II.                                           |
|          | Ernesto Luigi | 1892-1918 | Figlio del precedente. Abdica nel 1918 con la capitolazione dell'Impero tedesco                    |

### Primi Ministri del Granducato d'Assia
| Inizio incarico | Fine incarico | Nome                               |
| --------------- | ------------- | ---------------------------------- |
| 1821            | 1829          | Karl von Grolman                   |
| 1829            | 1848          | Karl du Thil                       |
| 1848            | 1848          | Heinrich von Gagern                |
| 1848            | 1848          | Carl Wilhelm Zimmermann            |
| 1848            | 1850          | Heinrich Carl Jaup                 |
| 1852            | 1871          | Reinhard von Dalwigk               |
| 1871            | 1872          | Friedrich von Lindelof             |
| 1872            | 1876          | Karl von Hofmann                   |
| 1876            | 1879          | Philipp Gustav August Julius Rinck |
| 1884            | 1898          | Jakob Finger                       |
| 1898            | 1906          | Carl Friedrich Rothe               |
| 1906            | 1918          | Christian von Ewald                |